# Trichosanthes horsfieldii
Trichosanthes horsfieldii är en gurkväxtart som beskrevs av Friedrich Anton Wilhelm Miquel. Trichosanthes horsfieldii ingår i släktet Trichosanthes och familjen gurkväxter. Inga underarter finns listade i Catalogue of Life.